# 上神谷村
上神谷村（にわだにむら）は、かつて大阪府にあった村である。現在の堺市南区の一部にあたる。

## 歴史
- 1894年（明治27年）11月10日：大鳥郡中上神村と南上神村が合併して、大鳥郡上神谷村が誕生。大字片蔵に村役場を設置。
- 1896年（明治29年）4月1日：泉北郡が成立。
- 1955年（昭和30年）4月1日：泉北郡久世村、西陶器村、東陶器村と合併して、泉北郡泉ヶ丘町となる。